# Fuente Meinrad-Lienert
El Fuente Meinrad-Lienert (Meinrad-Lienert-Brunnen) en la esquina de Seebahn- y Meinrad-Lienert-Strasse en Zúrich es un recordatorio del escritor Meinrad Lienert. Se puede encontrar en la guía de fuentes de la ciudad de Zúrich con el número 197.

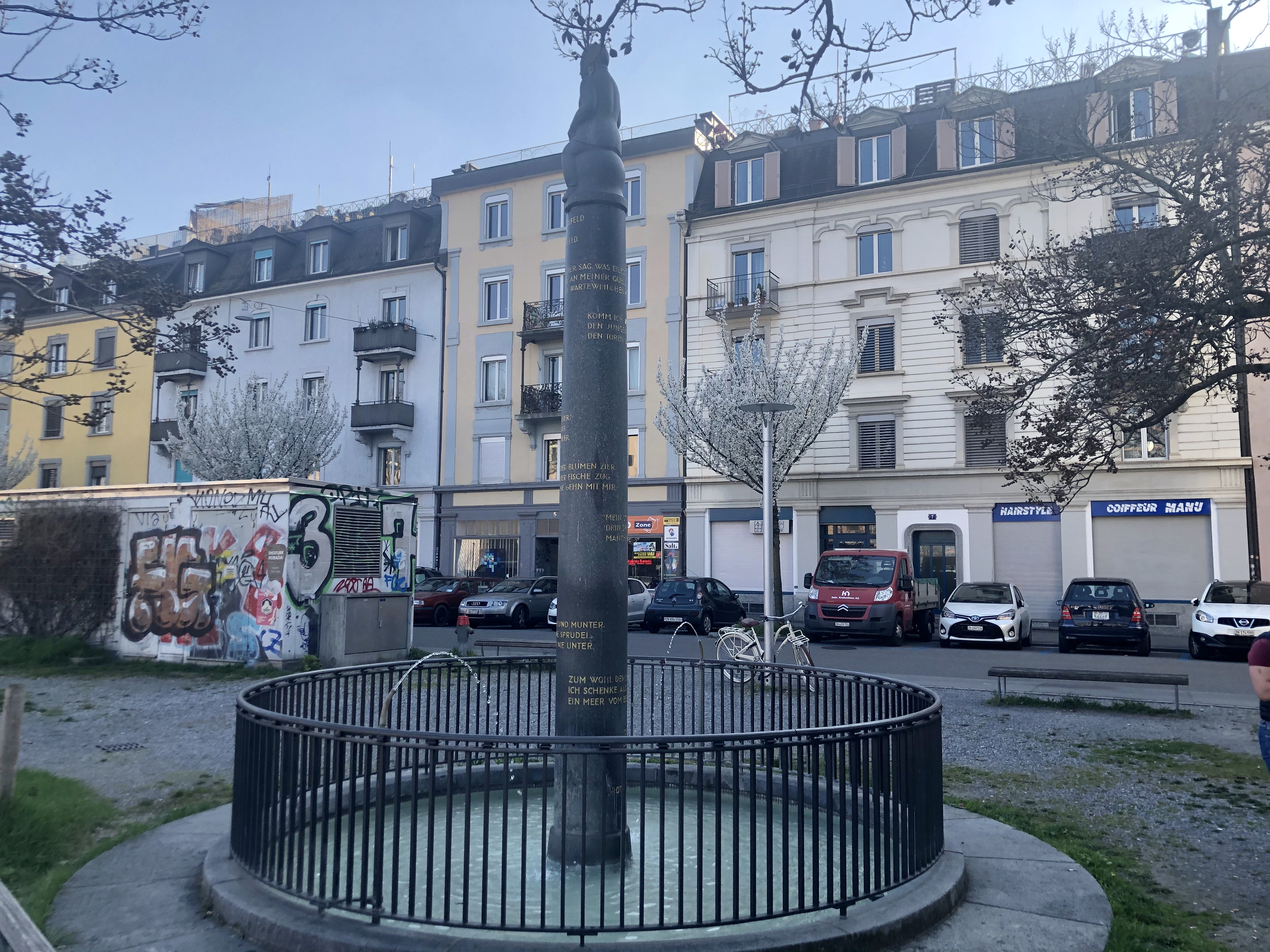
Fuente de Meinrad-Lienert

## Historia y descripción
La fuente fue creada como parte de un programa de construcción de fuentes: la ciudad de Zúrich se embellecería con fuentes para beber diseñadas individualmente. El escultor Otto Münch diseñó la fuente en granito. Consiste en una figura de un narrador de 1,05 metros de altura y vestido con un manto, que se sienta sobre una columna oscura de 3,7 metros de altura en la que, resaltados en oro, se pueden leer dichos de Meinrad Lienert. La columna se encuentra en el centro de la fuente plana y redonda, que está bordeada por una barandilla de estacas.
Después de que la fuente, creada en 1931/32, fuera desmantelada durante varios años debido a trabajos de construcción, se volvió a erigir en 2000. Sin embargo, la fuente se movió un poco hacia atrás en comparación con su ubicación anterior.
 